# Nina Skeime
Nina Skeime (* 21. Mai 1962) ist eine ehemalige norwegische Skilangläuferin.

## Werdegang
Skeime, die für den Kjelsås Idrettslag startete, hatte ihren ersten internationalen Erfolg bei den Junioren-Skiweltmeisterschaften 1981 in Schonach im Schwarzwald. Dort gewann sie die Goldmedaille mit der Staffel. Ihr erstes von 29 Weltcupeinzelrennen lief sie im März 1982 in Falun, welches sie auf dem achten Platz über 20 km beendete. In der Saison 1985/86 wurde sie in Lahti und in Oslo jeweils Zweite mit der Staffel. In der Saison 1986/87 kam sie im Weltcup siebenmal in die Punkteränge und erreichte mit dem 16. Platz im Gesamtweltcup ihr bestes Gesamtergebnis. Beim Saisonhöhepunkt, den nordischen Skiweltmeisterschaften 1987 in Oberstdorf, gewann sie die Silbermedaille mit der Staffel. In den Einzelrennen belegte sie den 14. Platz über 5 km klassisch, den 11. Rang über 20 km Freistil und den sechsten Platz über 10 km klassisch. Dies war ihre beste Einzelplatzierung im Weltcup. Zudem errang sie im März 1987 in Oslo den dritten Platz mit der Staffel und in Lahti den zweiten Platz mit der Staffel. Bei den nordischen Skiweltmeisterschaften 1989 in Lahti holte sie die Bronzemedaille mit der Staffel. Zudem lief sie auf den 18. Platz über 10 km Freistil und auf den 14. Rang über 30 km Freistil. Im Februar 1991 belegte sie bei den nordischen Skiweltmeisterschaften im Fleimstal den 28. Platz über 10 km Freistil. Ihre letzten Weltcuprennen absolvierte sie im März 1991 in Oslo, welche sie mit dem 13. Platz über 5 km Freistil und mit dem dritten Platz mit der Staffel beendete. Im Jahr 1992 gewann sie den American Birkebeiner.
Bei norwegischen Meisterschaften siegte sie dreimal über 20 km (1984, 1985, 1989) und siebenmal mit der Staffel von Kjelsås Idrettslag (1985, 1986, 1988–1992).

## Teilnahmen an Weltmeisterschaften
- 1987 Oberstdorf: 2. Platz Staffel, 6. Platz 10 km klassisch, 11. Platz 20 km Freistil, 14. Platz 5 km klassisch
- 1989 Lahti: 3. Platz Staffel, 14. Platz 30 km Freistil, 18. Platz 10 km Freistil
- 1991 Val di Fiemme: 28. Platz 10 km Freistil

## Platzierungen im Weltcup

### Weltcup-Statistik
Die Tabelle zeigt die erreichten Platzierungen im Einzelnen.
- 1.–3. Platz: Anzahl der Podiumsplatzierungen
- Top 10: Anzahl der Platzierungen unter den ersten zehn
- Punkteränge: Anzahl der Platzierungen innerhalb der Punkteränge
- Starts: Anzahl gelaufener Rennen in der jeweiligen Disziplin
- Hinweis: Bei den Distanzrennen erfolgt die Einordnung gemäß FIS.

| Platzierung         | Distanzrennen a | Distanzrennen a | Distanzrennen a | Distanzrennen a | Distanzrennen a | Skiathlon Verfolgung | Sprint | Etappen- rennen b | Gesamt | Team c | Team c  |
| Platzierung         | ≤ 5 km          | ≤ 10 km         | ≤ 15 km         | ≤ 30 km         | > 30 km         | Skiathlon Verfolgung | Sprint | Etappen- rennen b | Gesamt | Sprint | Staffel |
| ------------------- | --------------- | --------------- | --------------- | --------------- | --------------- | -------------------- | ------ | ----------------- | ------ | ------ | ------- |
| 1. Platz            |                 |                 |                 |                 |                 |                      |        |                   |        |        |         |
| 2. Platz            |                 |                 |                 |                 |                 |                      |        |                   |        |        | 4       |
| 3. Platz            |                 |                 |                 |                 |                 |                      |        |                   |        |        | 3       |
| Top 10              | 3               | 2               | 3               | 3               |                 |                      |        |                   | 11     |        | 7       |
| Punkteränge         | 6               | 5               | 4               | 8               |                 | 1                    |        |                   | 24     |        | 7       |
| Starts              | 8               | 8               | 4               | 8               |                 | 1                    |        |                   | 29     |        | 7       |
| Stand: Karriereende |                 |                 |                 |                 |                 |                      |        |                   |        |        |         |

### Weltcup-Gesamtplatzierungen
| Saison  | Platz | Punkte |
| ------- | ----- | ------ |
| 1981/82 | 37.   | 13     |
| 1982/83 | 19.   | 42     |
| 1983/84 | -     | -      |
| 1984/85 | 41.   | 11     |
| 1985/86 | 21.   | 16     |
| 1986/87 | 16.   | 33     |
| 1987/88 | 45.   | 4      |
| 1988/89 | 34.   | 10     |
| 1989/90 | 21.   | 18     |
| 1990/91 | 25.   | 12     |